# Ludwig Siebert (bobsleista)
Ludwig Siebert (ur. 25 września 1939 w Ohlstadt, zm. 9 grudnia 2016 w Ohlstadt) – niemiecki bobsleista, złoty medalista mistrzostw świata.

## Kariera
Największy sukces w karierze Siebert osiągnął w 1962 roku, kiedy wspólnie z Franzem Schelle, Otto Göblem i Josefem Sterffem zwyciężył w czwórkach podczas mistrzostw świata w Garmisch-Partenkirchen. W 1964 roku wystartował na igrzyskach olimpijskich w Innsbrucku, gdzie rywalizację w czwórkach ukończył na piątej pozycji.